# الجمعية العلمية السعودية للتمريض
الجمعية العلمية السعودية للتمريض، هي جمعية علمية تتبع جامعة الملك عبدالعزيز، أُنشئت عام 23/ 11/ 1423هـ، تهتم بتعزيز قدرات التمريض مهنياً وبحثياً.

## الرؤية والرسالة
تيسير سبل التواصل الفعال مع منتسبي المهنة، ورفع كفاءة الخدمات المقدمة لضمان الاستمرارية والارتقاء بصحة الفرد والمجتمع.

## أهداف الجمعية
- تشجيع الأبحاث العلمية، لتحقيق التواصل العلمي.
- تقديم الاستشارات في مجال الاختصاص.
- تطوير الإداء المعرفي والمهاري للأعضاء.[3]

## أنشطة الجمعية
تعددت الأنشطة للجمعية، فمنها:
- الاستشارات.
- الندوات والمؤتمرات.
- الرحلات العلمية.
- البحوث العلمية.[3]

## أعضاء مجلس الإدارة
يتولى مجلس إدارة الجمعية الإشراف على جميع الأنشطة للجمعية 
| الاسم                    | المنصب      |
| ------------------------ | ----------- |
| د.حسنة بنجر              | رئيس        |
| د.أمينة بنت آدم برقاوي   | نائب الرئيس |
| د.إلهام النقشبندي        | عضو         |
| غادة بنت مبارك عبد الله  | عضو         |
| أمين بن محمد حمزة المدني | أمين المال  |
| وفاء بنت سعيد بن علي     | عضو         |
| إبراهيم بن علي النعمي    | عضو         |
| د. نازك بنت محمد زكري    | عضو         |
| رجاء بنت محمد جاد الحق   | عضو         |

## اللجان
- لجنة البحوث والدراسات.
- لجنة التعليم والتدريب.
- لجنة التمريض الاكلينيكي.
- لجنة العلاقات العامة والاعلام.
- لجنة الاستشارات والإدارة.[4]

## العضويات
تنوعت العضويات للجمعية، فمنها:
- العضوية العاملة.
- عضوية الانتساب.
- عضوية الطالب.
- العضوية الشرفية.[5]